# Zemiansky Vrbovok
Zemiansky Vrbovok (bis 1927 slowakisch „Zemanský Vrbovok“; ungarisch Nemesvarbók – bis 1873 Korpásvárbók) ist eine Gemeinde in der Mitte der Slowakei mit 78 Einwohnern (Stand 31. Dezember 2024), die im Okres Krupina, einem Kreis des Banskobystrický kraj, liegt.

## Geographie
Die Gemeinde befindet sich in der Hochebene Krupinská planina, im Tal des Baches Vrbovok im Einzugsgebiet der Krupinica. Das Ortszentrum liegt auf einer Höhe von 429 m n.m. und ist 11 Kilometer von Krupina entfernt (Straßenentfernung).
Nachbargemeinden sind Dolné Mladonice im Westen und Norden, Horné Mladonice im Nordosten, Lackov im Osten, Litava im Südosten, Trpín im Süden sowie Kozí Vrbovok und Jalšovík im Südwesten.

## Geschichte
Aus dem Gemeindegebiet stammt ein Fund eines Silberschatzes eines Kaufmanns aus dem Byzantinischen Reich aus dem 7. Jahrhundert. Der Fund befindet sich heute im slowakischen Nationalmuseum, an der Fundstelle steht seit 2017 ein Denkmal.
Zemiansky Vrbovok wurde zum ersten Mal 1285 als Worbuch Noua schriftlich erwähnt und war zuerst Bestandteil der Herrschaft der Burg Čabraď, später der Herrschaft Bzovík. 1715 verzeichnete man 11 bewohnte und 11 unbewohnte Haushalte, 1720 gab es sechs Haushalte, 1828 zählte man 45 Häuser und 271 Einwohner, die als Landwirte beschäftigt waren.
Bis 1918 gehörte der im Komitat Hont liegende Ort zum Königreich Ungarn und kam danach zur Tschechoslowakei beziehungsweise heute Slowakei.

## Bevölkerung
| Jahr                | 1994 | 2004     | 2014    | 2024     |
| ------------------- | ---- | -------- | ------- | -------- |
| Anzahl der Personen | 156  | 103      | 95      | 78       |
| Unterschied         |      | −33,97 % | −7,76 % | −17,89 % |

| Jahr                | 2023 | 2024 |
| ------------------- | ---- | ---- |
| Anzahl der Personen | 78   | 78   |
| Unterschied         |      | +0 % |

Nach der Volkszählung 2011 wohnten in Zemiansky Vrbovok 105 Einwohner, davon 98 Slowaken. Sieben Einwohner machten keine Angabe zur Ethnie.
46 Einwohner bekannten sich zur Römisch-katholischen Kirche, 44 Einwohner zur Evangelischen Kirche A. B. und zwei Einwohner zur evangelisch-methodistischen Kirche. Sechs Einwohner waren konfessionslos und bei sieben Einwohnern wurde die Konfession nicht ermittelt.

## Bauwerke und Denkmäler
- evangelische Kirche im neoklassizistischen Stil aus dem Jahr 1923[7]